# Csíkostorkú szalagostimália
A csíkostorkú szalagostimália (Actinodura waldeni) a madarak osztályának verébalakúak (Passeriformes) rendjébe és a Leiothrichidae családjába tartozó faj.

## Rendszerezése
A fajt Henry Haversham Godwin-Austen angol geológus írta le 1874-ben. Egyes szervezetek a Sibia nembe sorolják Sibia waldeni néven.

## Alfajai
- Actinodura waldeni daflaensis Godwin-Austen, 1875
- Actinodura waldeni poliotis (Rippon, 1905)
- Actinodura waldeni saturatior (Rothschild, 1921)
- Actinodura waldeni waldeni Godwin-Austen, 1874[1]

## Előfordulása
Dél-Ázsiában, Kína, India és Mianmar területén honos. A természetes élőhelye a szubtrópusi vagy trópusi hegyi esőerdők és magaslati cserjések. Állandó, nem vonuló faj.

## Megjelenése
Testhossza 20-22 centiméter, testtömege 39-56 gramm.

## Életmódja
Rovarokkal, puhatestűekkel, gyümölcsökkel és bogyókkal táplálkozik.